# Vier-Augen-Modell
Das Vier-Augen-Modell ist ein Kommunikationsmodell für die Fotografie von Martin Zurmühle. Nach dem Vier-Augen-Modell wirkt eine Fotografie auf vier verschiedenen Ebenen auf den Betrachter. Diese vier Ebenen sind das Form-Auge, das Erzähl-Auge, das Gefühls-Auge und das Ich-Auge.

## Bezugnahme
Das Vier-Augen-Modell beschreibt die Mehrschichtigkeit der Wirkung von Fotografien auf den Betrachter. Das Modell basiert auf dem Vier-Seiten-Modell von Friedemann Schulz von Thun. Im Gegensatz zur menschlichen Kommunikation ist die Fotografie aber eine einseitige Form der Kommunikation zwischen dem Fotografen als Sender und dem Betrachter der Bilder als Empfänger. Die vier Seiten einer Nachricht gemäß dem Kommunikationsquadrat (die Sache, die Selbstkundgabe, die Beziehung und der Appell) wurden deshalb für die Kommunikation mit Fotografien angepasst.

## Die vier Ebenen der Kommunikation mit Fotografien

Graphische Darstellung des Vier-Augen-Modells

Auf Grundlage der Erkenntnisse aus der wechselseitigen Kommunikation im Gespräch zwischen zwei Menschen, entwickelte der Schweizer Architekt, Fotograf, Autor und Ausbilder Martin Zurmühle ein Modell für die einseitige Kommunikation zwischen Fotograf und Betrachter. Das Vier-Augen-Modell beschreibt, wie Fotografien auf vier verschiedenen Wegen auf den Betrachter einwirken: Das Form-Auge bietet einen visuellen Genuss, das Erzähl-Auge berichtet aus dem Leben, das Gefühls-Auge nimmt Emotionen wahr und das Ich-Auge zeigt die Sprache des Künstlers.
Die klassischen Gestaltungsregeln der Fotografie beziehen sich in erster Linie auf das Form-Auge und Erzähl-Auge. In diesem Bereich wird mit rationalen Mitteln und harten Fakten gearbeitet (eher der linken Gehirnhälfte zugeordnet). Das Gefühls-Auge und das Ich-Auge sind wesentlich schwerer zu fassen, denn wir bewegen uns in der Welt der weichen Faktoren (eher der rechten Gehirnhälfte zugeordnet). Trotzdem lassen sich auch hier allgemeine Aussagen machen, auch wenn diese nicht mehr so klar und eindeutig sind. 
Bei Bildern sind alle vier Ebenen (Form-, Erzähl-, Gefühls- und Ich-Ebene) in unterschiedlicher Intensität beteiligt. Es werden beide Gehirnhälften (die rationale linke und die emotionale rechte) angesprochen. Erst durch das richtige Zusammenspiel dieser vier Ebenen entstehen spezielle und sehr wirkungsvolle Bilder, die auf den Betrachter wirken und ihn in ihren Bann ziehen. 

### Die Form-Ebene
Das Form-Auge beschreibt die klassische Methode der Fotografie, wie Inhalte mit grafischen Formen und Elementen (Punkte, Linien, Kurven, Flächen, Muster, Farben u. a.) vermittelt werden. Diese Elemente sind die Buchstaben und Wörter der Sprache der Fotografie. Die Gestaltung (oder Komposition) dieser Elemente auf dem Bild entspricht dann dem Text der fotografischen Sprachen, der universell und weltweit verstanden wird.
Dieser Bereich wird in allen bedeutenden Fotolehrbüchern in der ganzen Breite und Tiefe erörtert (z. B. bei den Klassikern von Andreas Feininger und Harald Mante, aber auch in den neuen Werken von Michael Freeman, Martin Zurmühle und anderen). Die entsprechenden Regeln sind sehr klar und verständlich, können logisch erfasst werden und basieren so auf harten Fakten. Das Form-Auge entspricht deshalb der Sachebene des Kommunikationsquadrates.

### Die Erzähl-Ebene
Das Erzähl-Auge beschreibt die Welt im Stil der Reise- und Reportagefotografie. Die Bilder geben uns einen Einblick in für uns vielleicht unbekannte Welten, zeigen spezielle Ereignisse und wollen uns manchmal auch in unserer Meinung und Haltung beeinflussen. Starke Bilder können unsere Einstellung wie auch die Politik eines Landes verändern (zum Beispiel Bilder der Kriege in Vietnam und Irak). 
Während Bilder der Form-Ebene noch völlig neutral sein können, nehmen Bilder der Erzähl-Ebene immer irgendwie Stellung zum Ereignis und Geschehen, das sie darstellen. Diese Fotografien leben von gut erkennbaren Zusammenhängen, die allgemein verstanden werden. Durch klare Formen und eine gezielte Bildgestaltung erhalten auch diese Bilder mehr Kraft und Wirkung. Wir können diese Fotografien meistens noch gut rational erfassen und erklären. Aufgrund ihrer mehr oder weniger vorhandenen, bewussten oder unbewussten Beeinflussung des Betrachters entspricht die Erzähl-Ebene der Appell-Seite des Kommunikationsquadrats.

### Die Gefühls-Ebene
Mit unserem Gefühls-Auge spüren wir Stimmungen und Emotionen, die in einem Bild liegen. Mit einer geeigneten Bildsprache können, durch den Einbezug unserer Erinnerung an starke Momente im Leben, neben dem Sehsinn auch andere Sinne angesprochen werden. Mit Raum- und Bewegungssymbolen werden Gefühle für die Tiefe des Raumes und die Geschwindigkeit der Bewegung vermittelt und mit Licht und Farben spezielle Stimmungen im Bild erzeugt. 
Aufgrund der unterschiedlichen Lebenserfahrungen reagieren die Menschen wesentlich individueller auf solche Bilder. Gefühle auf Bildern können nur wahrgenommen werden, wenn wir die entsprechende Stimmung kennen und schon einmal erlebt haben. Wir bewegen uns deshalb hier in der Welt der weichen Faktoren. Im Bereich der Peoplefotografie lassen sich viele Gefühle sehr gut mit der Körpersprache ausdrücken. Weil Gefühle nur unscharf beschrieben werden können, werden diese Effekte in den Fachlehrbüchern meistens nur pauschal und ungenau besprochen. Die Gefühls-Ebene entspricht der Beziehungs-Ebene des Kommunikationsquadrats.

### Die Ich-Ebene
Starke Bilder haben nicht nur eine klare Aussage und sprechen unsere Gefühle an, sondern sie erzählen uns mit dem Ich-Auge auch viel über den Fotografen. Dieser kann sich mit und durch seine Bilder ausdrücken. Je intensiver er sich mit seiner Bildsprache identifiziert, desto mehr erzählen die Bilder dem Betrachter über ihn und seine Sicht der Welt. Der Wahl des Themas kommt in diesem Bereich eine große Bedeutung zu. Kann ein Fotograf mit Landschafts- und Architekturaufnahmen noch sehr wenig über sich selbst aussagen, verrät er zum Beispiel mit Akt-, Erotik- und Fetischaufnahmen natürlich wesentlich mehr (z. B. über seine Einstellung zur Sexualität).
Aber wir können in den Bildern nicht nur die Sprache und die Einstellung des Fotografen lesen, auch der Betrachter dieser Bilder verrät durch seine Reaktion viel über seine eigene Einstellung zum abgebildeten Thema. Je extremer das Motiv ist, desto polarisierender sind auch die Reaktionen der Betrachter. Hier beginnt auch das große und schwer fassbare Feld der Kunst, welche sich der Fotografie aus anderen Gründen bedient als der kunstorientierte Fotograf. 
Dieser Bereich ist stark subjektiv gefärbt und alle Aussagen sind entsprechend unscharf. Deshalb fehlen in den meisten Fachbüchern der Fotografie Angaben, wie die Qualität solcher Bilder beurteilt und bewertet werden kann. Die Ich-Ebene entspricht vom Grundgedanken her der Selbstoffenbarung des Kommunikationsmodells von Friedemann Schulz von Thun.

## Anwendung
Das Vier-Augen-Modell eignet sich sehr gut zur gezielten Besprechung und Analyse der Wirkung von Fotografien auf den Betrachter. Das Modell ist hingegen weniger gut geeignet für die Beurteilung und Bewertung der fotografischen Qualität eines Bildes. Dazu eignet sich das Bildbewertungssystem mit dem Doppelten Dreieck  wesentlich besser.
Es lassen sich Thesen zur Wirkungsweise von Fotografien formulieren:
- Bei Bildern sind alle vier Ebenen (Form-, Erzähl-, Gefühls- und Ich-Ebene) in unterschiedlicher Intensität beteiligt. Es werden beide Gehirnhälften angesprochen. Erst durch das richtige Zusammenspiel dieser vier Ebenen und Seiten entstehen spezielle und sehr kraftvolle Bilder, die auf den Betrachter wirken und ihn in ihren Bann ziehen.
- Durch die Kombination mehrerer Augen gewinnen Bilder an Wirkung. Sie sprechen so den Betrachter umfassender an und werden spannender und kraftvoller.
- Das Vier-Augen-Modell eignet sich ausgezeichnet zur strukturierten und zielgerichteten Bildanalyse, jedoch nicht zur qualitativen Bewertung von Fotografien.
- Das Form-Auge und das Gefühls-Auge auf der einen Seite und das Erzähl-Auge und das Ich-Auge auf der anderen Seite ergänzen sich jeweils gegenseitig. Stark wirkende Bilder sprechen beide Seiten einer Achse gezielt an.

Wieweit diese Thesen allgemeingültigen Charakter haben, wird die Diskussion zum Modell zeigen. 
Das Vier-Augen-Modell wird bei der Fotografieausbildung in Schulen und bei der Bildbesprechung in Fotoklubs eingesetzt.